# Дерштеттен
Дерштеттен (нім. Därstetten) — громада  в Швейцарії в кантоні Берн, адміністративний округ Фрутіген-Нідерзімменталь.

## Географія
Громада розташована на відстані близько 33 км на південь від Берна.
Дерштеттен має площу 32,8 км², з яких на 2,7% дозволяється будівництво (житлове та будівництво доріг), 46,1% використовуються в сільськогосподарських цілях, 40% зайнято лісами, 11,2% не є продуктивними (річки, льодовики або гори).

## Демографія
2019 року в громаді мешкало 855 осіб (+0,7% порівняно з 2010 роком), іноземців було 4,3%. Густота населення становила 26 осіб/км².
За віковим діапазоном населення розподілялося таким чином: 19,4% — особи молодші 20 років, 60,2% — особи у віці 20—64 років, 20,4% — особи у віці 65 років та старші. Було 366 помешкань (у середньому 2,3 особи в помешканні).
Із загальної кількості 325 працюючих 120 було зайнятих в первинному секторі, 96 — в обробній промисловості, 109 — в галузі послуг.